# خوسيه هييرادة
خوسيه هييرادة (بالإسبانية: José Herrada)‏ (و. 1985  م) هو راكب دراجة هوائية إسباني، ولد في موتا دي كويرفو، شارك في طواف إسبانيا، وطواف إسبانيا 2013، وطواف إسبانيا 2014، وطواف إيطاليا 2014.

## سجل الفوز

### سباقات أو مراحل فاز بها
| التاريخ        | السباق                             | المركز                      |
| -------------- | ---------------------------------- | --------------------------- |
| 11 أبريل 2009  | طواف إقليم الباسك 2009             | السابع في تصنيف الجبال      |
| 12 أبريل 2009  | كلاسيكا بريمافيرا 2009             | الثالث في التصنيف العام     |
| 28 مارس 2010   | تور دو نورماندي 2010               |                             |
| 11 أبريل 2010  | كلاسيكا بريمافيرا 2010             | العاشر في التصنيف العام     |
| 09 أبريل 2011  | طواف إقليم الباسك 2011             | المرتبة 20 في التصنيف العام |
| 07 أبريل 2012  | طواف إقليم الباسك 2012             | الثالث في تصنيف الجبال      |
| 06 أبريل 2013  | طواف إقليم الباسك 2013             | الثاني في تصنيف الجبال      |
| 07 أبريل 2013  | كلاسيكا بريمافيرا 2013             | الخامس في التصنيف العام     |
| 15 سبتمبر 2013 | طواف إسبانيا 2013                  | المرتبة 12 في التصنيف العام |
| 01 يونيو 2014  | طواف إيطاليا 2014                  | المرتبة 23 في التصنيف العام |
| 25 يوليو 2014  | برويبا فيلافرانسا دي أورديزيا 2014 |                             |
| 12 أبريل 2015  | كلاسيكا بريمافيرا 2015             | الفائز في التصنيف العام     |
| 31 يوليو 2016  | سيركويتو دي جيتكسو 2016            |                             |

## روابط خارجية
- خوسيه هييرادة على موقع الاتحاد الدولي للدراجات (الإنجليزية)
- خوسيه هييرادة على موقع أرشيف الدراجات (الإنجليزية)
- خوسيه هييرادة على موقع إحصائيات الدراجات الإحترافية (الإنجليزية)
- خوسيه هييرادة على موقع نسبة الدراجات (الإنجليزية)
- خوسيه هييرادة على موقع CycleBase (الإنجليزية)